# Многофункциональный индикатор
Многофункциональный индикатор/дисплей (англ. multi-functional display, MFD) — общий термин для многорежимного устройства отображения различной служебной графической и теле-информации в кабине летательного аппарата, выдаваемой бортовыми системами и датчиками. Режимы отображения информации могут переключаться как автоматически, так и вручную пилотом (оператором). Однорежимные устройства, как правило, имеют более конкретизированные названия, например «экран тактической обстановки».
Несмотря на разные физические принципы построения, термин «МФИ», как правило, применяется по отношению к цветному ЖК-устройству.
Экран МФИ может дополняться кнопками (расположенными, в самом частом случае, по контуру этого экрана).
Вывод информации на МФИ производится в такой форме, которая позволяет экипажу осуществлять решение полётных и наземных задач, а также управление режимами работы бортовых систем.
Могут устанавливаться как на гражданские, так и на военные самолёты нового поколения (в этом случае входит в состав бортовой авионики). Возможно применение МФИ в других областях техники, например, в автомобилях.